# Lucas Cazorla
Lucas Cazorla Luque (Málaga, 6 de octubre de 1962) es un exfutbolista y entrenador de fútbol español.

## Trayectoria como jugador
Fue jugador de equipos como Granada CF, Club Atlético Marbella, Mérida Unión Deportiva, Unión Estepona, San Pedro de Alcántara y CD Málaga.

## Trayectoria como entrenador
| Equipo                 | País   | Año       |
| ---------------------- | ------ | --------- |
| Unión Estepona         | España |           |
| San Pedro de Alcántara | España |           |
| Club Deportivo Ronda   | España |           |
| Llanelli AFC           | Gales  | 2006-2008 |
| Polideportivo Ejido    | España | 2008      |
| Écija                  | España | 2013      |
| Vélez CF               | España | 2015-?    |